# Mokum
Cet article concerne le mot en yiddish. Pour le label musical, voir Mokum Records.
| Ville      | Yiddish               | Traduction    |
| ---------- | --------------------- | ------------- |
| Alkmaar    | Mokum Aye             | -             |
| Amsterdam  | Mokum Alef            | Ville A       |
| Berlin     | Mokum Beis            | Ville B       |
| Delft      | Mokum Dollet          | Ville D       |
| Rotterdam  | Mokum Resh            | Ville R       |
| Winschoten | Mokum van het Noorden | Ville du nord |

Mokum (מקום) est un mot yiddish signifiant « endroit » ou « lieu sûr ». Il est similaire au mot hébreu makom (מקום, "lieu"), duquel il est dérivé. En yiddish, les noms de certaines villes aux Pays-Bas et en Allemagne ont été écourtés en Mokum, et nommées en fonction de leur première lettre. Des villes nommées de cette manière impliquent Amsterdam, Berlin, Delft et Rotterdam.
Mokum, sans aleph, est le surnom d'Amsterdam. Le surnom était considéré comme provenant du bargoens, un type d'argot néerlandais, mais à partir du XXe siècle, il est utilisé pour désigner Amsterdam dans un contexte sentimental.
Le mot est cité dans La Maison sur l'eau de l’écrivaine israélienne Emuna Elon.